# Václav Vrba (kněz)
Václav Vrba (* 23. září 1952, Šumperk) je český římskokatolický kněz, farář ve Veselí nad Moravou a papežský kaplan.

## Životopis
Pochází ze Svébohova. Vystudoval Cyrilometodějskou bohosloveckou fakultu v Litoměřicích a 24. června 1978 přijal v Olomouci kněžské svěcení. Poté působil nejprve jako farní vikář v Nivnici a od roku 1983 jako farář v Nezdenicích, odkud excurrendo spravoval také farnost Rudice. V roce 1990 byl přeložen do Bánova a ustanoven rovněž administrátorem excurrendo v Komni. Během svého bánovského působení se zasadil se o postavení filiálního kostela sv. Ludmily v Suché Lozi, vybudovaného v letech 1994 až 1999, a v roce 1990 se navíc stal děkanem uherskobrodského děkanátu. V letech 1999 až 2000 byl též administrátorem excurrendo ve Starém Hrozenkově. Od července 2001 je farářem ve Veselí nad Moravou a děkanem veselského děkanátu, od roku 2004 byl také krátce administrátorem excurrendo farnosti Kuželov. Dne 8. března 2010 jej papež Benedikt XVI. jmenoval kaplanem Jeho Svatosti.